# PPG Industries
PPG Industries, Inc. er en amerikansk multinational producent af maling, overfladebehandlinger og specielle materialer. De har hovedkvarter i Pittsburgh, Pennsylvania og er tilstede i over 70 lande.